# 性信
性信（しょうしん、文治3年（1187年）- 建治元年7月17日（1275年8月9日））は、鎌倉時代中期の浄土真宗の僧。俗姓は大中臣与四郎。常陸国の出身。親鸞二十四輩の筆頭。

## 略歴
元久元年（1204年）、熊野へ参詣したのちに法然に師事して浄土教を学び、のちに親鸞の弟子となった。下総国横曾根（現在茨城県常総市）に報恩寺を建立し、横曾根・飯沼を中心とする横曾根門徒の中心的人物となった。建長年間（1249年 - 1256年）の鎌倉幕府による念仏弾圧への対応で活躍した。

## 文献
- 坂東性純編 『親鸞面授の人びと  如信・性信を中心として』　京都：自照社出版、1999年